# Jessy Euclide
Jessy Euclide (ur. 22 czerwca 1974) – francuski judoka. Startował w Pucharze Świata w 1997. Wicemistrz Europy w drużynie w 1997. Mistrz Francji w 1997 roku.